# ジェロルスタン女大公殿下

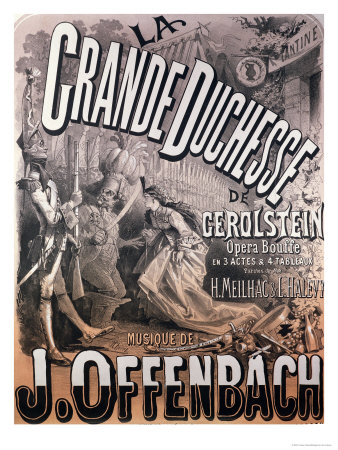
ジュール・シェレによる初演時のポスター

『ジェロルスタン女大公殿下』（ジェロルスタンじょたいこうでんか、フランス語:  La Grande Duchesse de Gerolstein）は、ジャック・オッフェンバックが作曲した全3幕のオペラ・ブフ（またはオペレッタ）で、1867年4月12日にパリのヴァリエテ座で初演された。『ジェロルステイン大公妃殿下』と英語風に表記されることもあるが、主人公は大公の妻ではなく、女性の大公である。なお、日本では大正時代に浅草オペラで『ブン大将』として親しまれた歴史がある。『地獄のオルフェ』と『美しきエレーヌ』ほどの人気はないが、オッフェンバックのオペレッタの代表作のひとつと考えられる。

## 概要

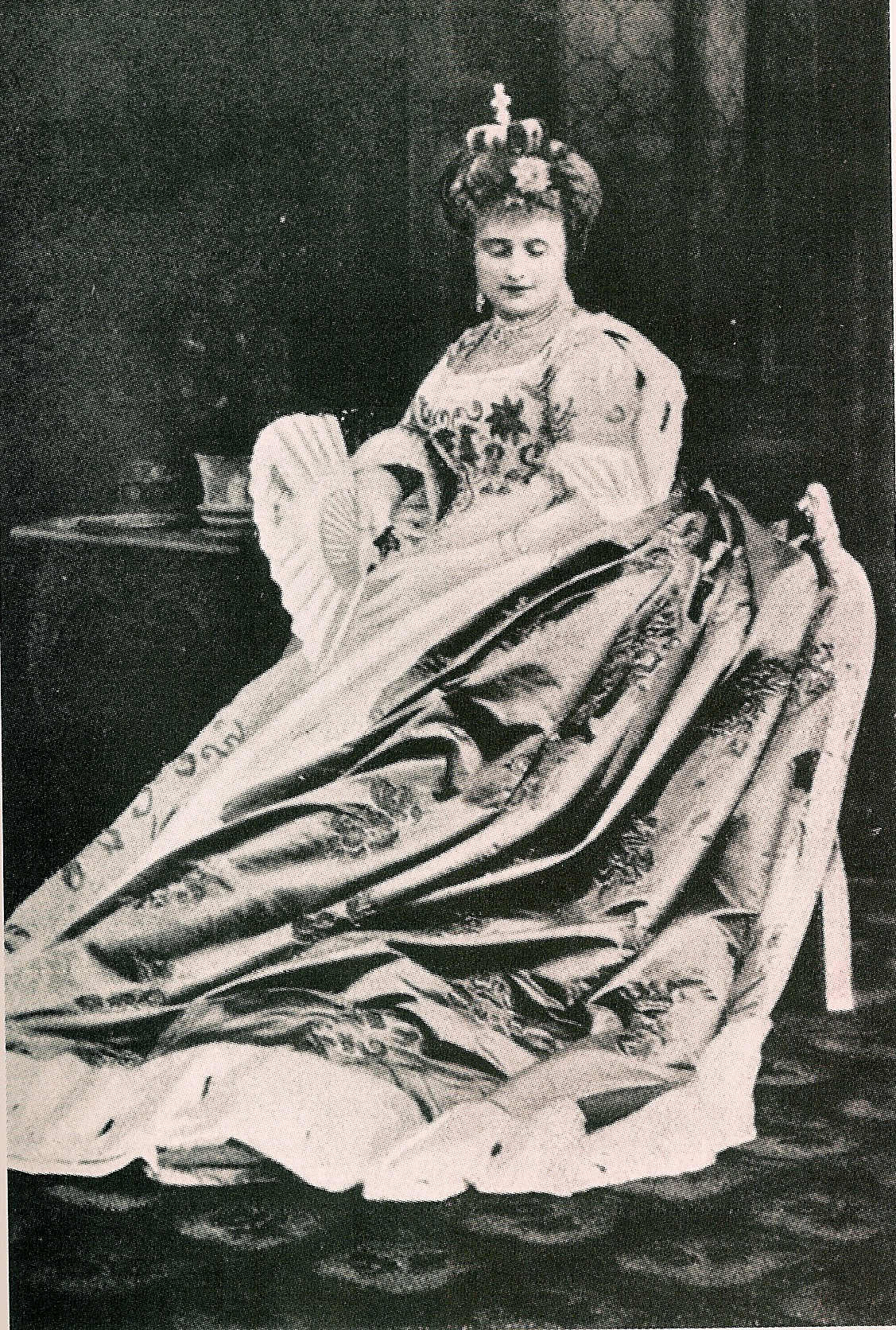
ジェロルスタン女大公を演じるオルタンス・シュネデール

本作はフランス国内の金モールに飾られた軍服に憧れる風潮を風刺し、フランスの軍政や隣国プロイセン王国の普墺戦争における軍国主義を徹底的に皮肉っており、オッフェンバックの全作品の中でも最も顕著に風刺的要素が現れた作品となっている。『ラルース世界音楽事典』によれば「堕落した軍人の魂、昇進欲、うわべだけの名誉心のパロディである本作はすぐに大当たりをとった。それほど早く来るとは思わなかった戦争をあざ笑っていた。パリの全市民も第12回の上演に訪れたナポレオン3世もこの作品を楽しんだ。パリ万国博覧会に招待された全ての君主たちがオッフェンバックの素晴らしい音楽の歌い手であるオルタンス・シュネデールを称賛しに行くことを望んでいた。その中にはイギリス皇太子、ギリシャ王、
プロイセン皇帝、ロシア皇帝、スウェーデン王、ポルトガル王、エジプト副王がいた。オルタンスの楽屋は当時の名士たちの会合の場所となっていた。幕間にヨーロッパ中の名士たちが駆けつけたので、彼女の楽屋は「王たちの道」とあだ名をつけられたほどであった。パリは万国博に訪れた君主たちに示したのと同じ歓迎を『ジェロルスタン女大公殿下』に示していた。オッフェンバックはオペレッタの王と崇められ、オルタンス・シュネデールはその王妃であった」。シュネデールの当時の名声についての興味深い逸話がある「ある午後、オルタンスは博覧会の中央入口の前にいた。鋳物と金メッキの青銅でできたブルドネ通りのこの記念碑的格子門は王家の一族でない限り入れないことになっていた。ところが、パリの最も見事な馬に引かれた無蓋の軽四輪馬車に堂々と身を横たえて、彼女は命じた〈開けなさい！〉。呆気に取られた門番たちが口々に言う〈それは無茶です〉〈この御用門を開けさせる権利が皇帝陛下か皇后陛下、王様か王女様、皇太子殿下か妃殿下に限られているのですから〉。するとオルタンスは比類ない口調で言い放った〈ジェロルスタンの女大公であるぞ！〉。すると門が開いたのである。オルタンス・シュネデールは勝ち誇って1867年の万国博覧会を記念する入場門をくぐった」のであった。本作は普仏戦争が目前に迫ったフランス第二帝政下で反軍国主義であるとして、数年間は上演禁止となった。

## リブレット

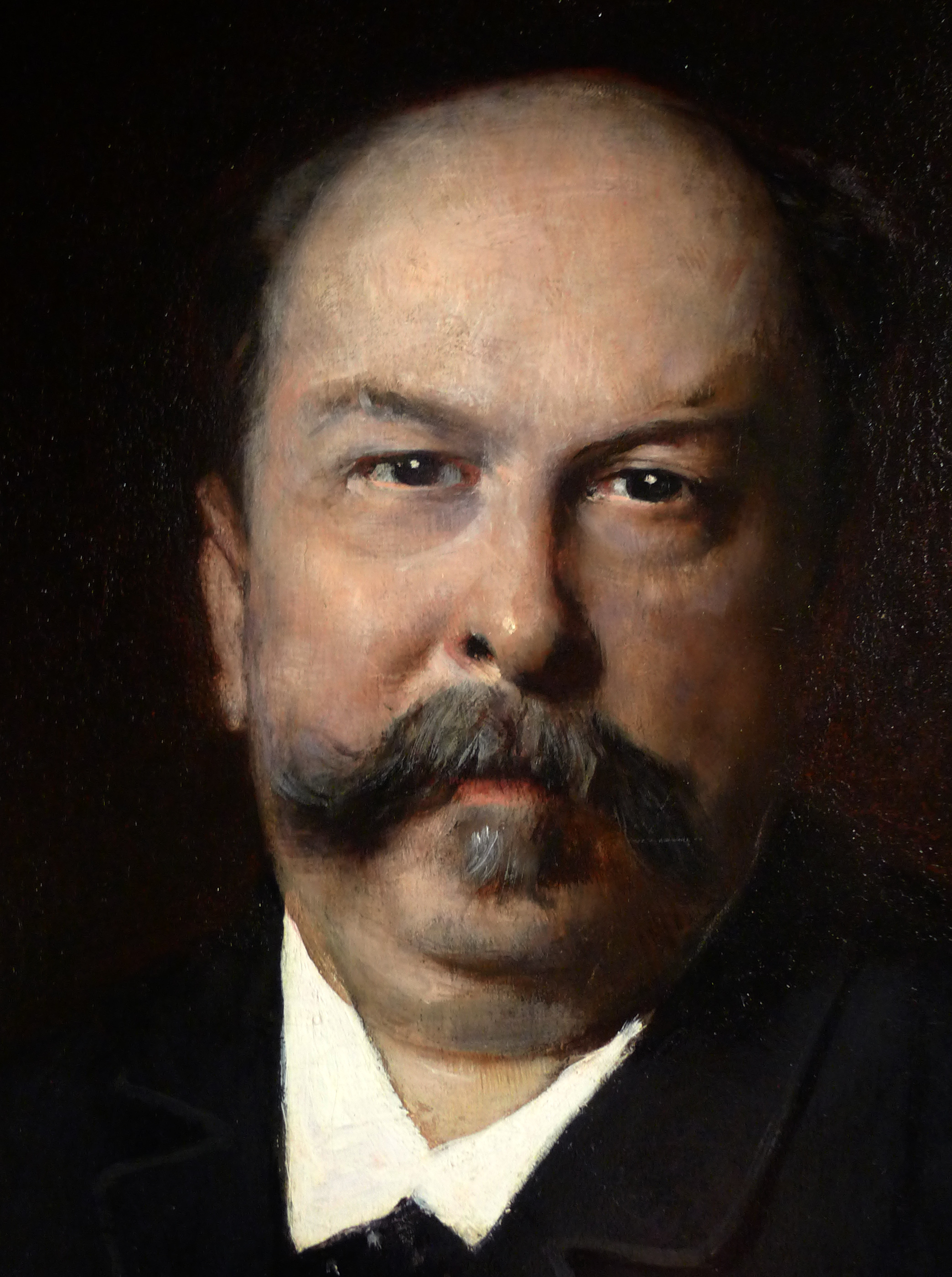
ドロネーによるメイヤック

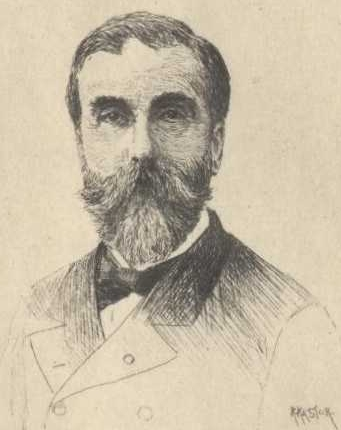
リュドヴィク・アレヴィ

アンリ・メイヤックとリュドヴィク・アレヴィはオッフェンバック作品のリブレットを数多く担当したコンビで、他に『美しきエレーヌ』（1864年）、『パリの生活』（1866年）や『青ひげ』（1866年）、『ラ・ペリコール』（1868年）でもリブレットを担当し、オッフェンバックと彼ら2人は名トリオとして一世を風靡した。アラン・ドゥコーによれば「オッフェンバックは『ジェロルスタン女大公殿下』を『パリの生活』と変わらない風刺の精神で作曲した。勿論、2人の友人がリブレットを書いた。3人とも本能的に、好戦的風潮とその行き着く先である戦争に恐怖を感じていた。絶対権力がほとんど例外なく武力紛争を生じさせる火種であることを、彼らは明察していた。国王たちがパリにやって来るのであれば、彼らに戦争と絶対権力の風刺を分からせようではないか。賭けは『パリの生活』より遥かに危険だ。しかし、オッフェンバックは気にするふうもなかった。今や彼は自分の観客に発揮する手腕に自信を持っていた。観客を思う壺にはめるアブラカタブラ（おまじない）のひとつやふたつ知らないわけはないのだ。他のどの作品にも増して、彼は完璧な舞台装置と、このオペレッタの滑らかな進行に気を配った」。第3幕のゲーテの劇詩『ファウスト』の「トゥーレ王の歌」を題材にした「酒飲みのバラード」はベルリオーズの『ファウストの劫罰』とグノーの『ファウスト』のパロディとなっている。ベルリオーズとグノーの音楽は使われていないが台詞だけで十分な効果を発揮している」と指摘している。

## 楽曲

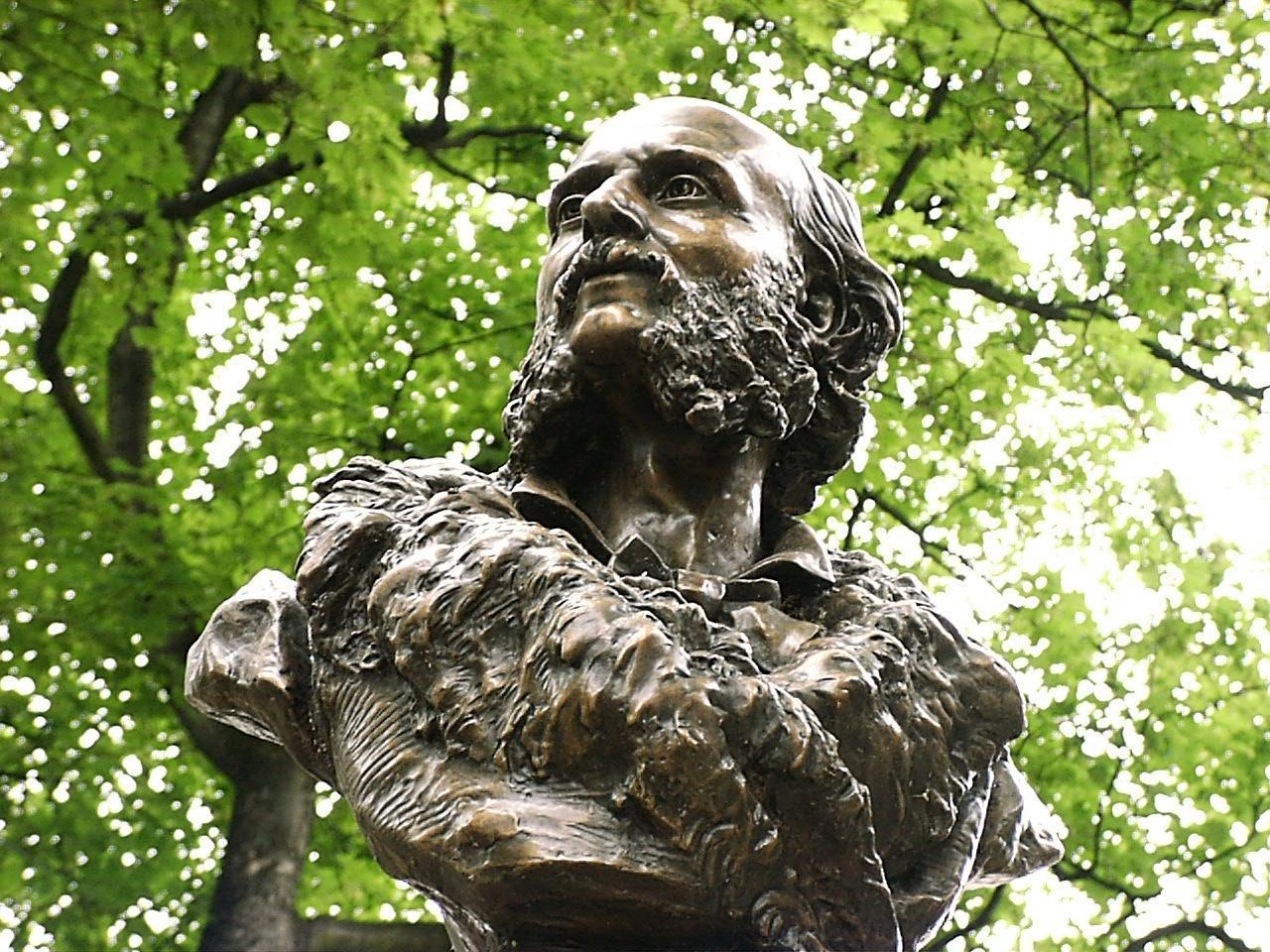
モンマルトル墓地のオッフェンバック像

「幻惑させられるような台本のみでも成功には十分であったかもしれないが、それ以上にジャコモ・マイアベーアの『ユグノー教徒』の《短刀の祝別、 Bénédiction des poignards》をパロディ化した陰謀家たちの合唱や《ピフ・パフ、Piff Paff》という歌、《ああ！私は軍人が好き》というロンド、《私の父の剣》という小唄、魅惑的な伝説《ああ！飲んでいた時の私の祖先》、そして、優しく滑稽な《言って下さい！》という2重唱などの曲によって、その成功をより豊かなものにしている」。さらに、「オッフェンバックは本作をシュネデールの作品と考えて、彼女が観客に圧倒的な支配力を見せつける機会でなければならなかった。彼女となら大勝利の高みへと飛翔できるとオッフェンバックは確信していた」のである。なお、マイアベーアの『ユグノー教徒』をパロディの対象にした点について、ダヴィット・リッサンはマイアベーアを悪趣味な作曲家として愚弄しようとしたわけではなく、この時代の人気のある音楽を文化的比較参照の対象としたものと見ている。例えば、第1幕のフィナーレは二つのグループが相反する感情を表明するグランド・オペラのパロディのひとつだが、パロディだけがこの場面における滑稽な要素ではない。女大公のヒステリーは他のソリストよって繰り返される旋律の大きな跳躍によって表現されているだけに笑いを誘う。最後にリッサンは『美しきエレーヌ』や『パリの生活』では見られなかった音楽的な活力の蘇りが本作には見られると結んでいる。

## 日本での受容
日本初演は1879年、ヴァーノン歌劇団によって横浜ゲーテ座にて行われた。
10年に及ぶ浅草オペラにおいて1918年4月に原信子歌劇団が『女大公殿下』のタイトルで本作を観音劇場にて上演し、同年7月には東京歌劇座は10月に『戦争と平和』のタイトルにて日本館にて上演している。さらに、1919年1月の東京歌劇座と原信子歌劇団の駒場劇場での合同公演、同年3月の七声歌劇団の金龍館での、同年6月の河合澄子主催の新星歌劇座の朝日座でも上演された（タイトルは『ブム大将』、『女公と兵士』など様々であった）。

## 登場人物
| 人物名           | 声域                    | 原語               | 役                                                          | 初演時のキャスト 1867年4月12日 指揮：オッフェンバック |
| ---------------- | ----------------------- | ------------------ | ----------------------------------------------------------- | ----------------------------------------------------- |
| 女大公殿下       | メゾソプラノ            | La Grande-Duchesse | ジェロルスタン国元首                                        | オルタンス・シュネデール                              |
| フリッツ         | テノール                | Fritz              | 下級兵士                                                    | ジョゼ・デュピュイ                                    |
| ヴァンダ         | ソプラノ                | Wanda              | フリッツの恋人                                              | エミリー・ガレ                                        |
| ポール殿下       | テノール                | Le Prince Paul     | 女大公殿下の婚約者                                          | ピエール＝ウジェーヌ・グルニエ                        |
| ブン将軍         | バリトン またはバス     | Le General Boum    | ジェロルスタン国将軍 無能で臆病な暴君                       | アンリ・クデルク                                      |
| ピュック男爵     | テノール またはバリトン | Le Baron Puck      | 首相 女大公の後見人かつ、元家庭教師                         | ジャン＝ロラン・コップ                                |
| グロック男爵     | バリトン                | Le Baron Grog      | ポール殿下の部下 グロックはボクシング用語でグロッキーの意味 | ルイ・バロン                                          |
| ネポミュック大尉 | テノール またはバリトン | Nepomuc            | 女大公の 宮廷の大尉                                         | エマニュエル・ロンジェ                                |
| イザ             | ソプラノ                | Iza                | 女大公の侍女                                                | ベルト・ルグラン                                      |
| オルガ           | ソプラノ                | Olga               | 女大公の侍女                                                | モロシーニ                                            |
| エミリー         | メゾソプラノ            | Amélie             | 女大公の侍女                                                | ヴェロン                                              |
| シャルロット     | メゾソプラノ            | Charlotte          | 女大公の侍女                                                | マルクール                                            |

その他（合唱）: 兵士、役人、召使い、廷吏、農民など。

## 初演時の衣装
ドラネールによるデッサン(1867年)

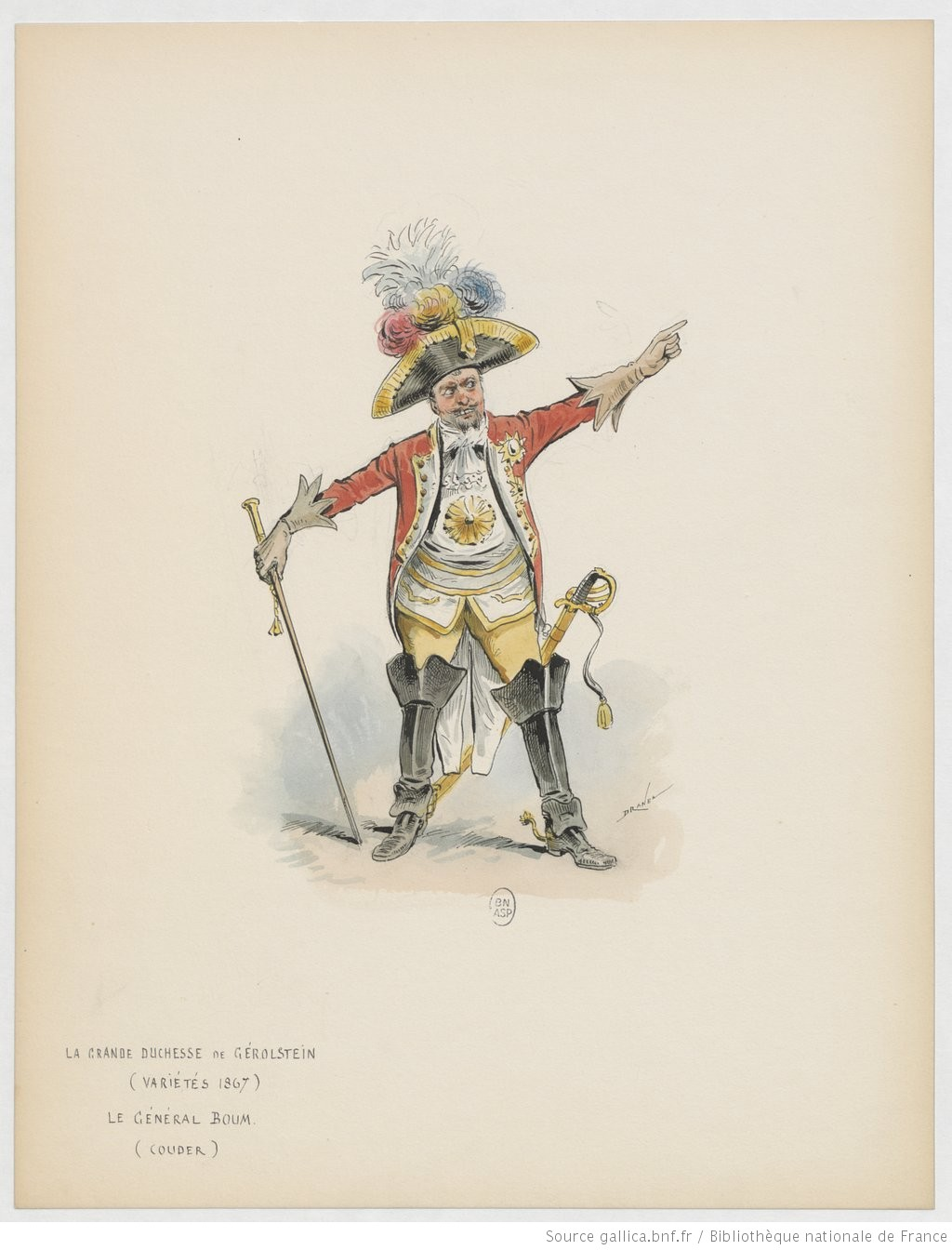
ブン将軍
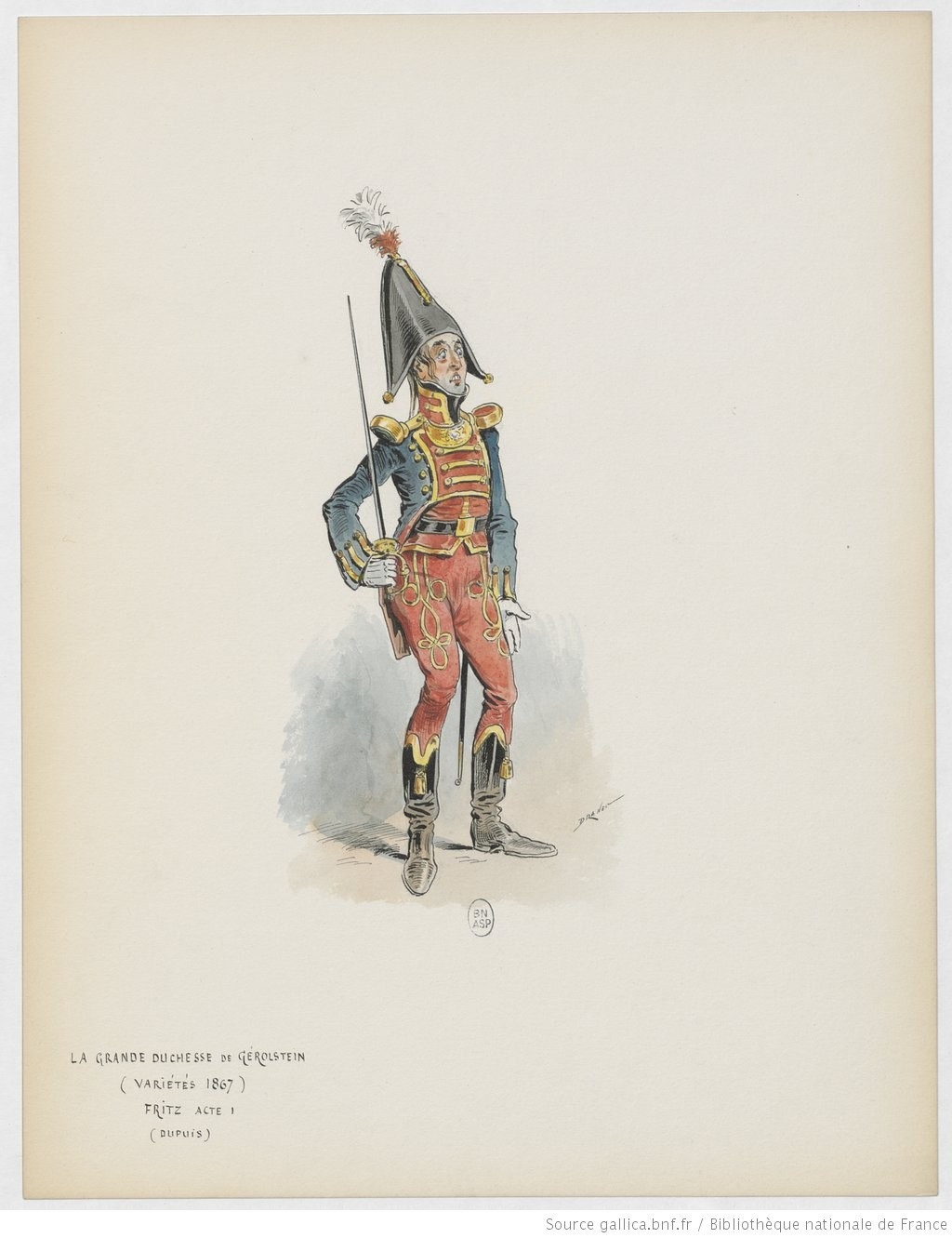
フリッツ（1幕）
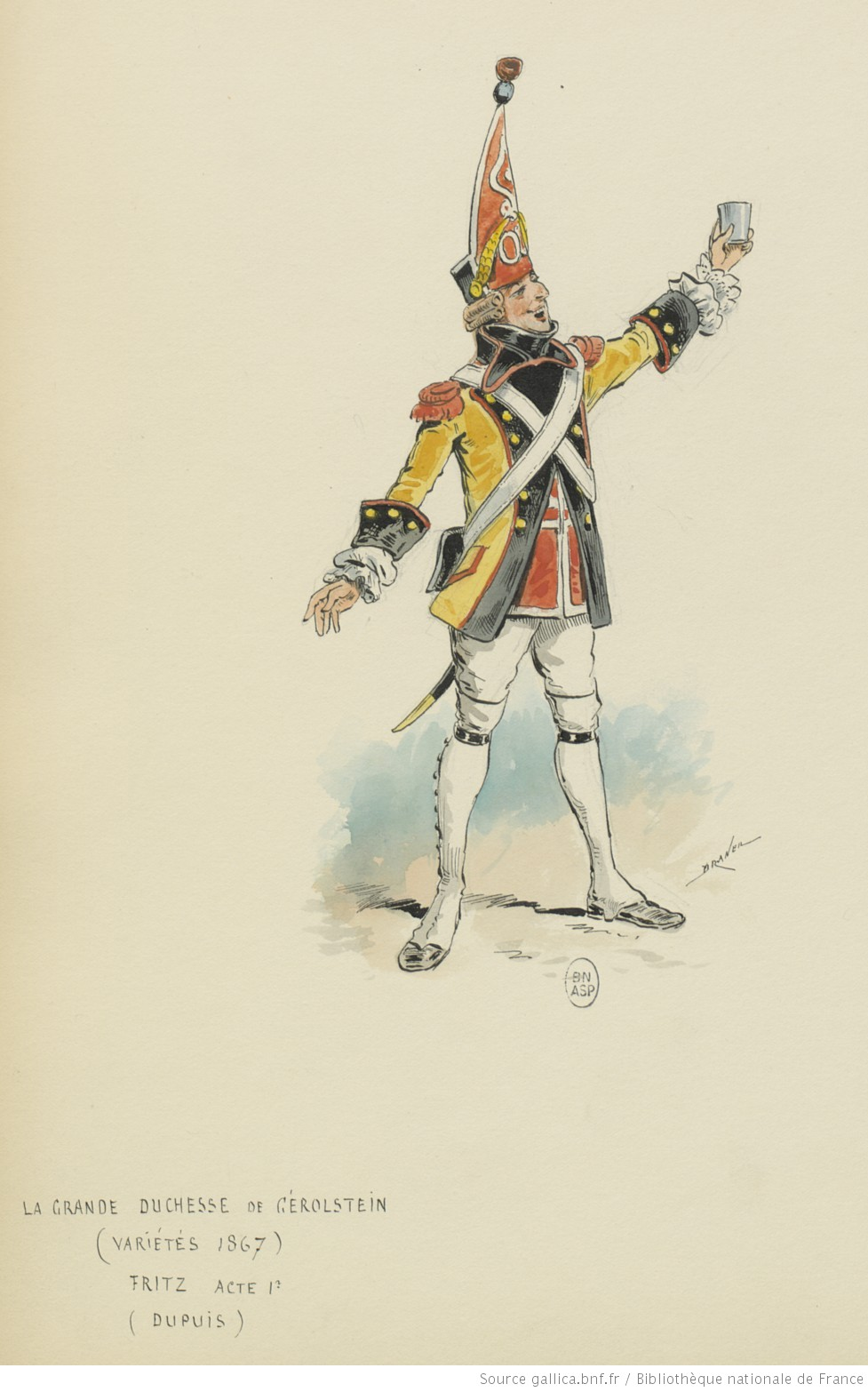
フリッツ（1幕）
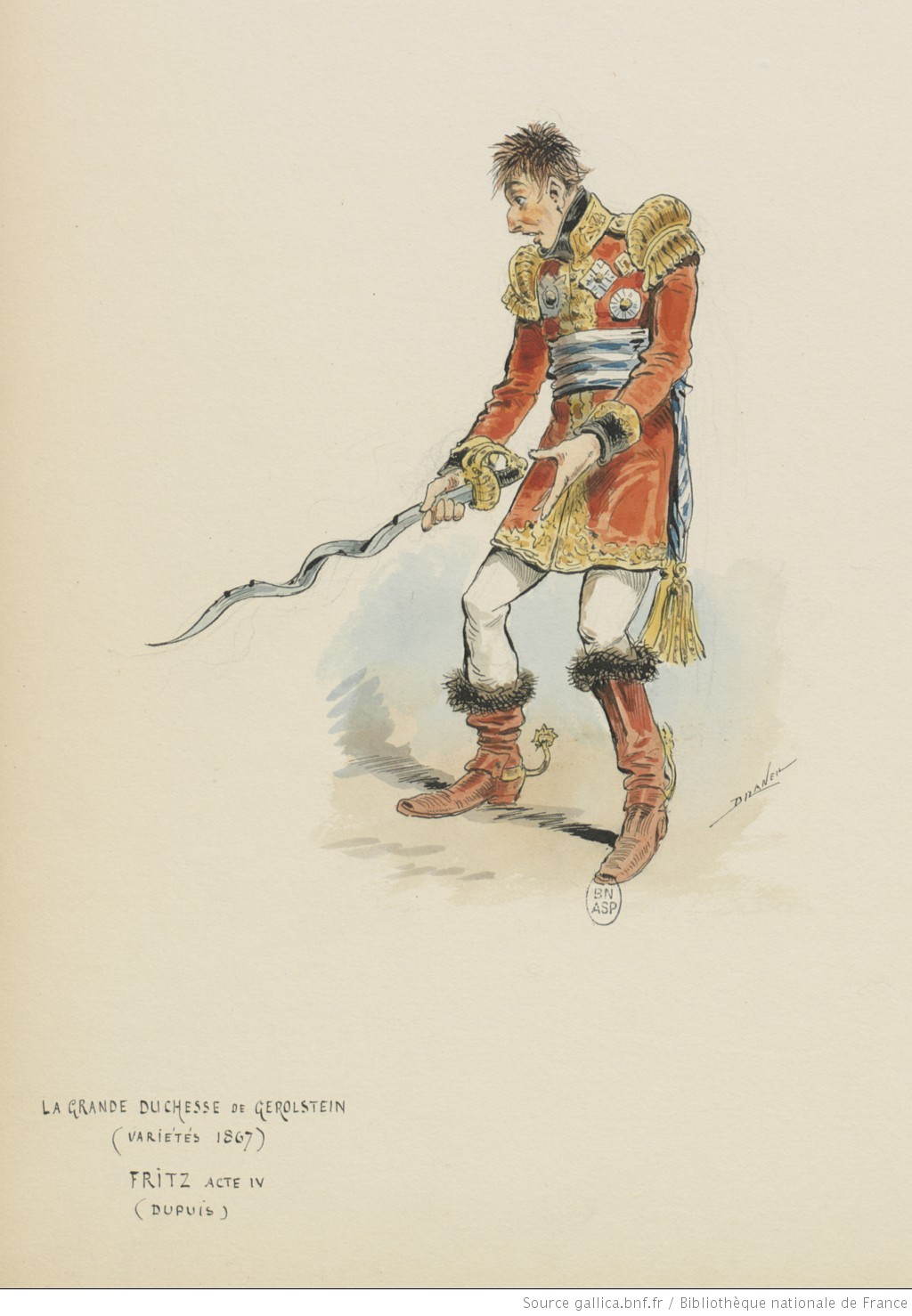
フリッツ（4幕）
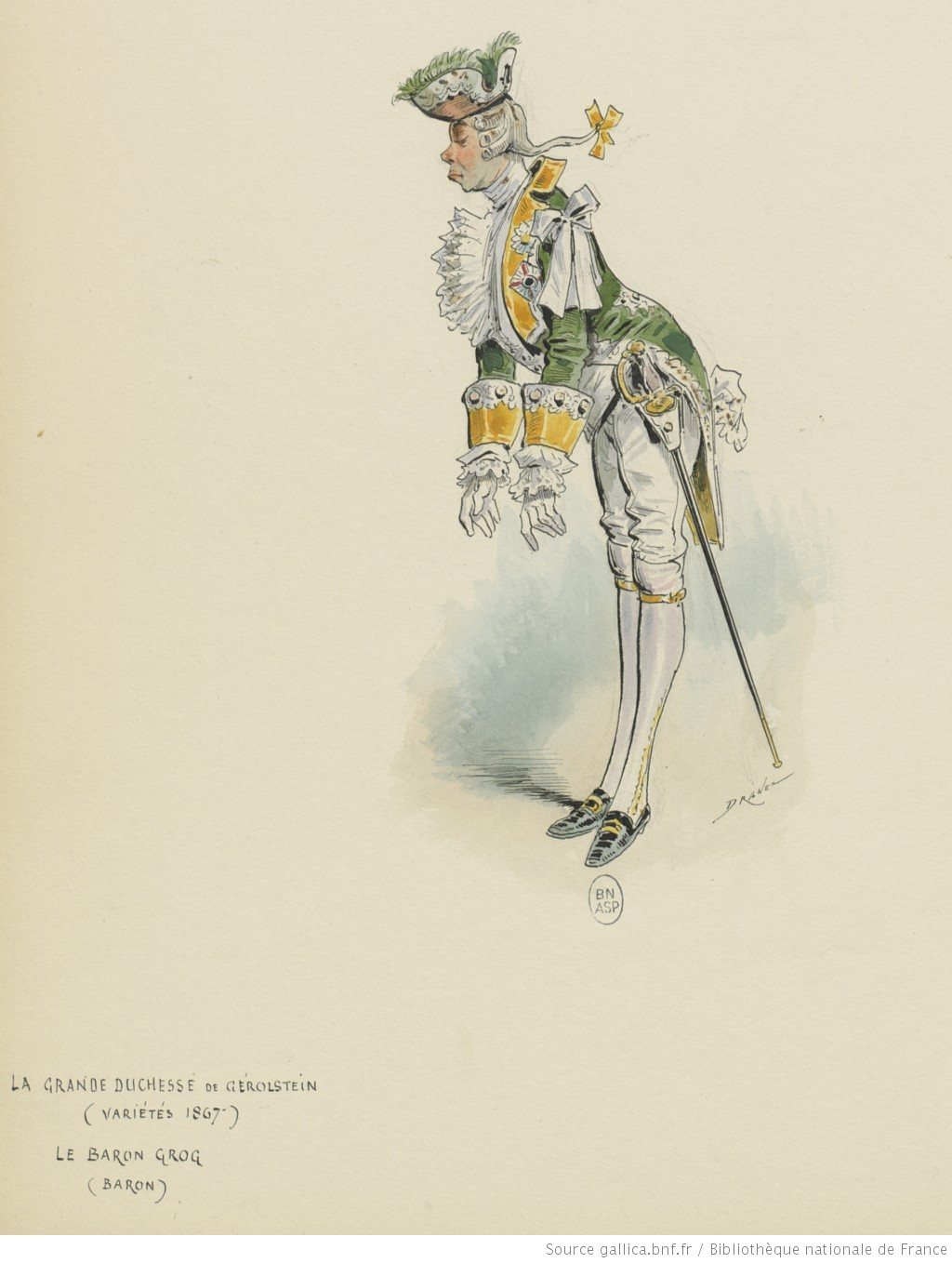
グロック男爵
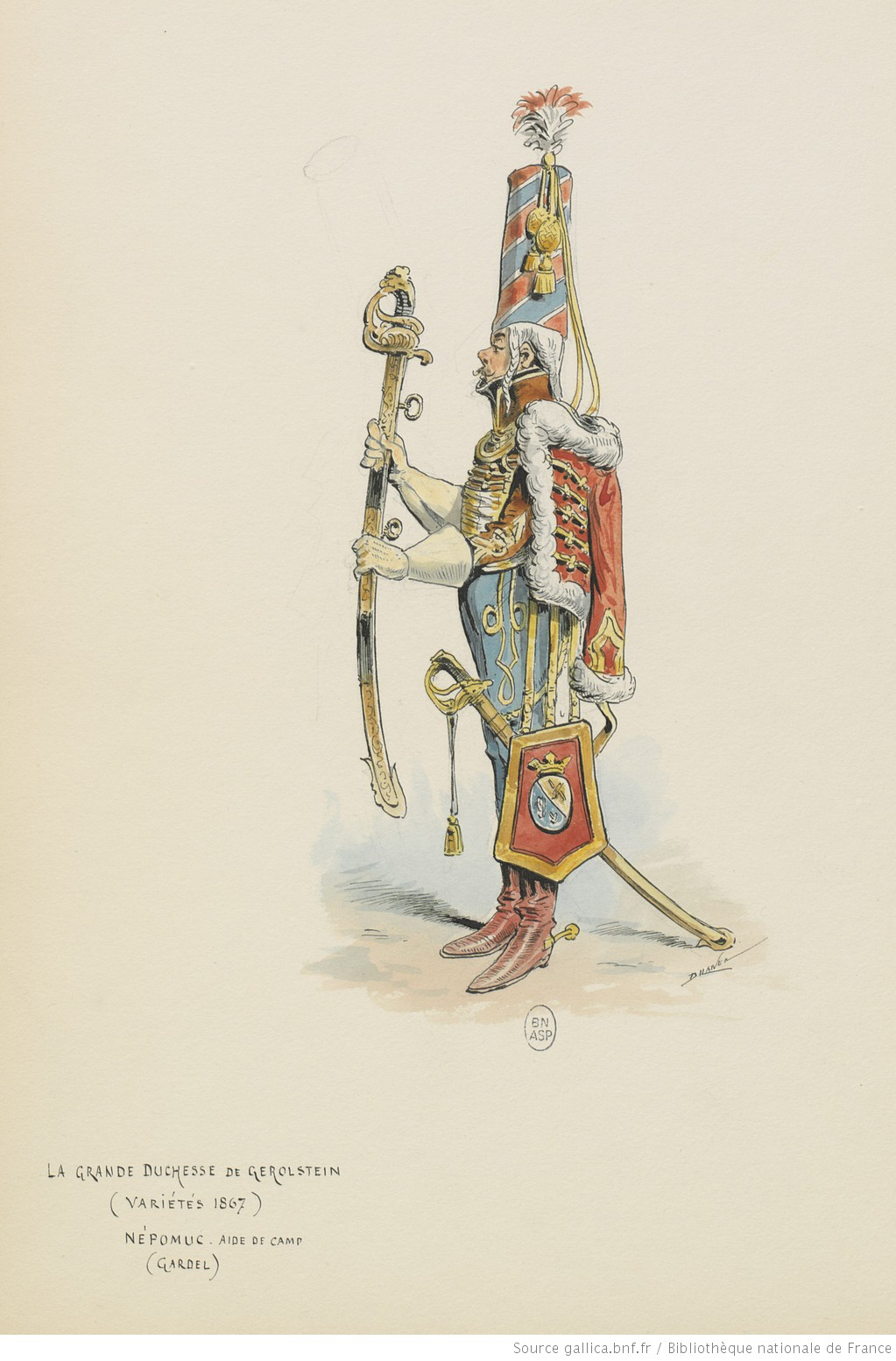
ネポミュック
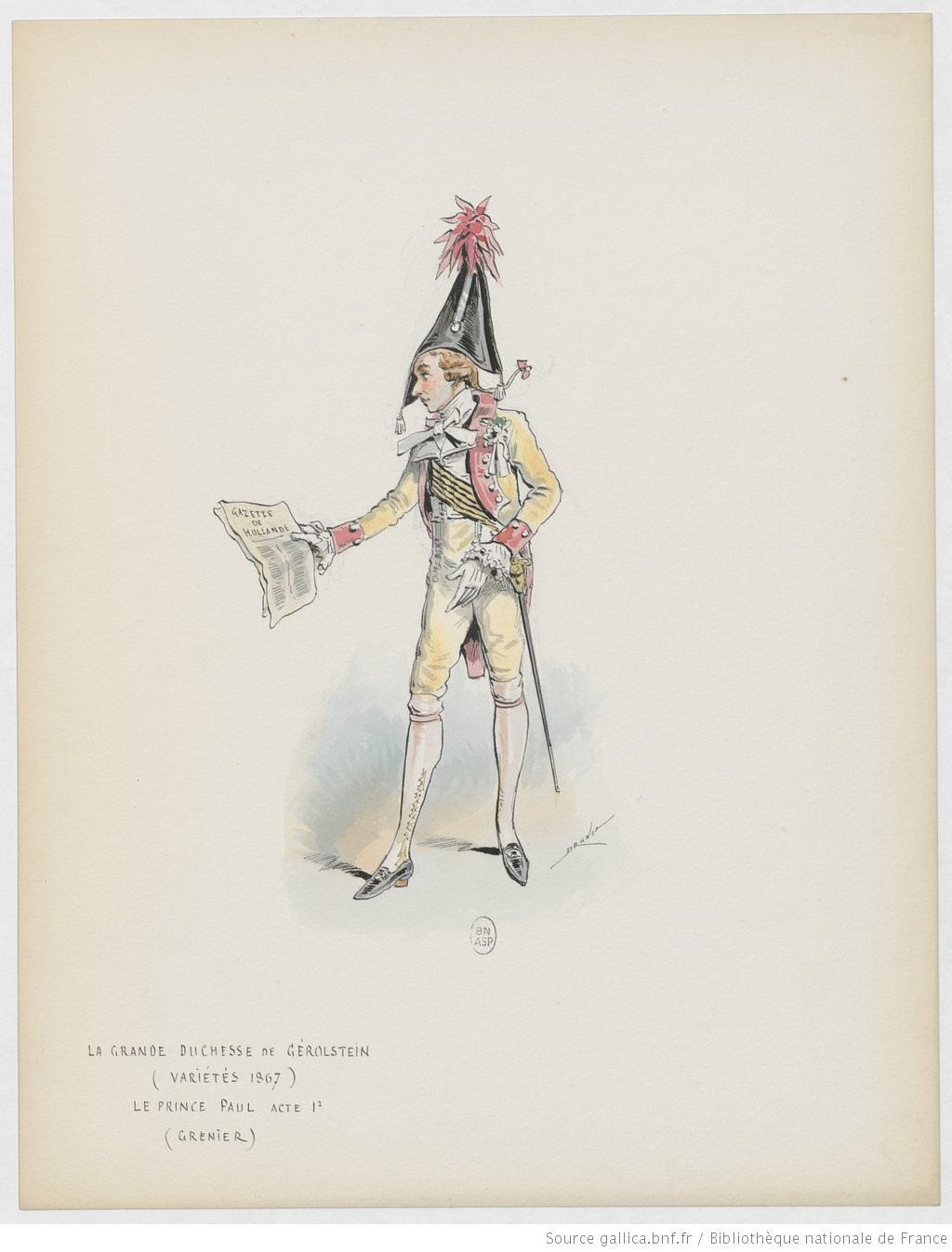
ポール殿下（1幕）
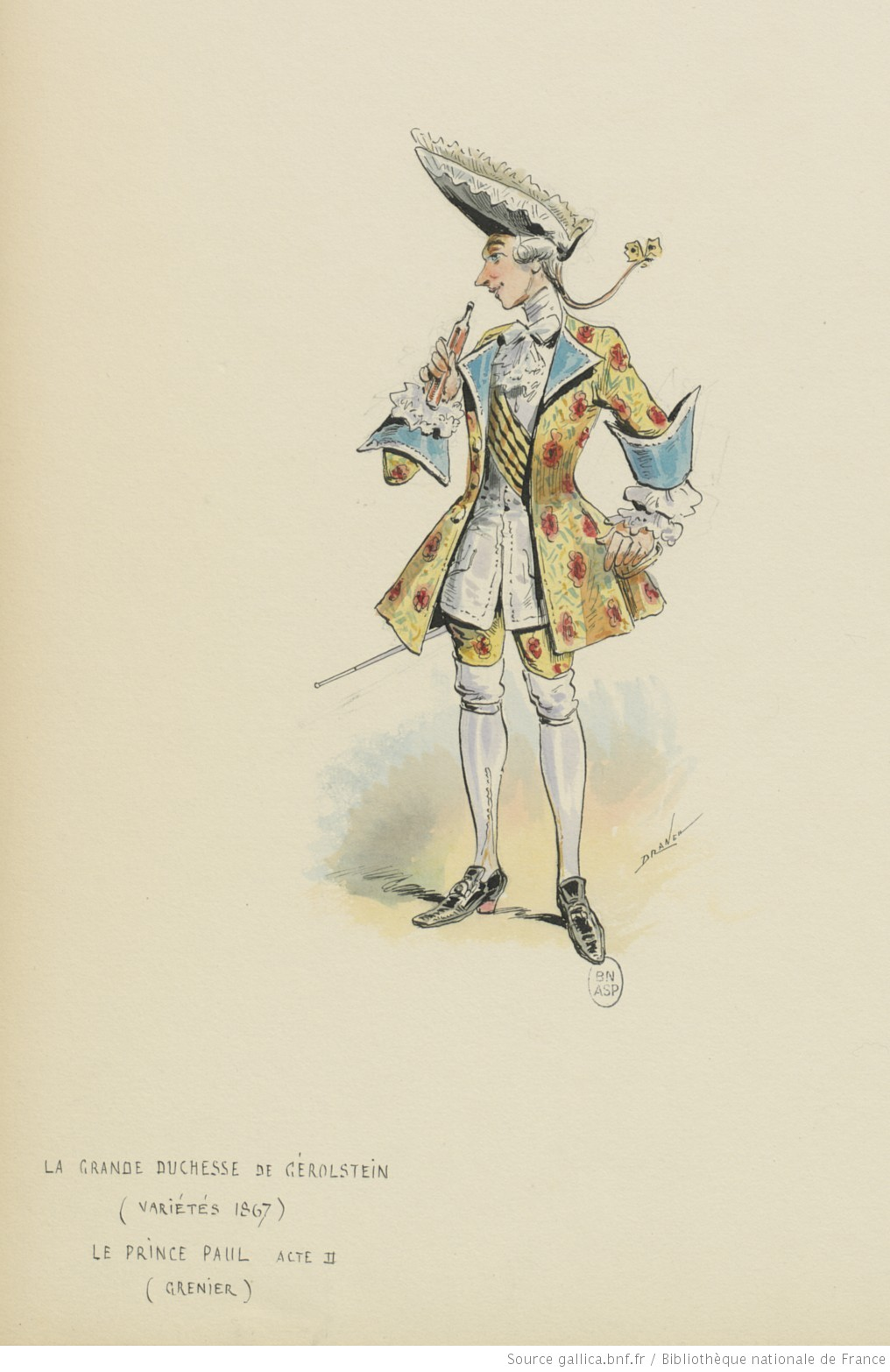
ポール殿下（2幕）
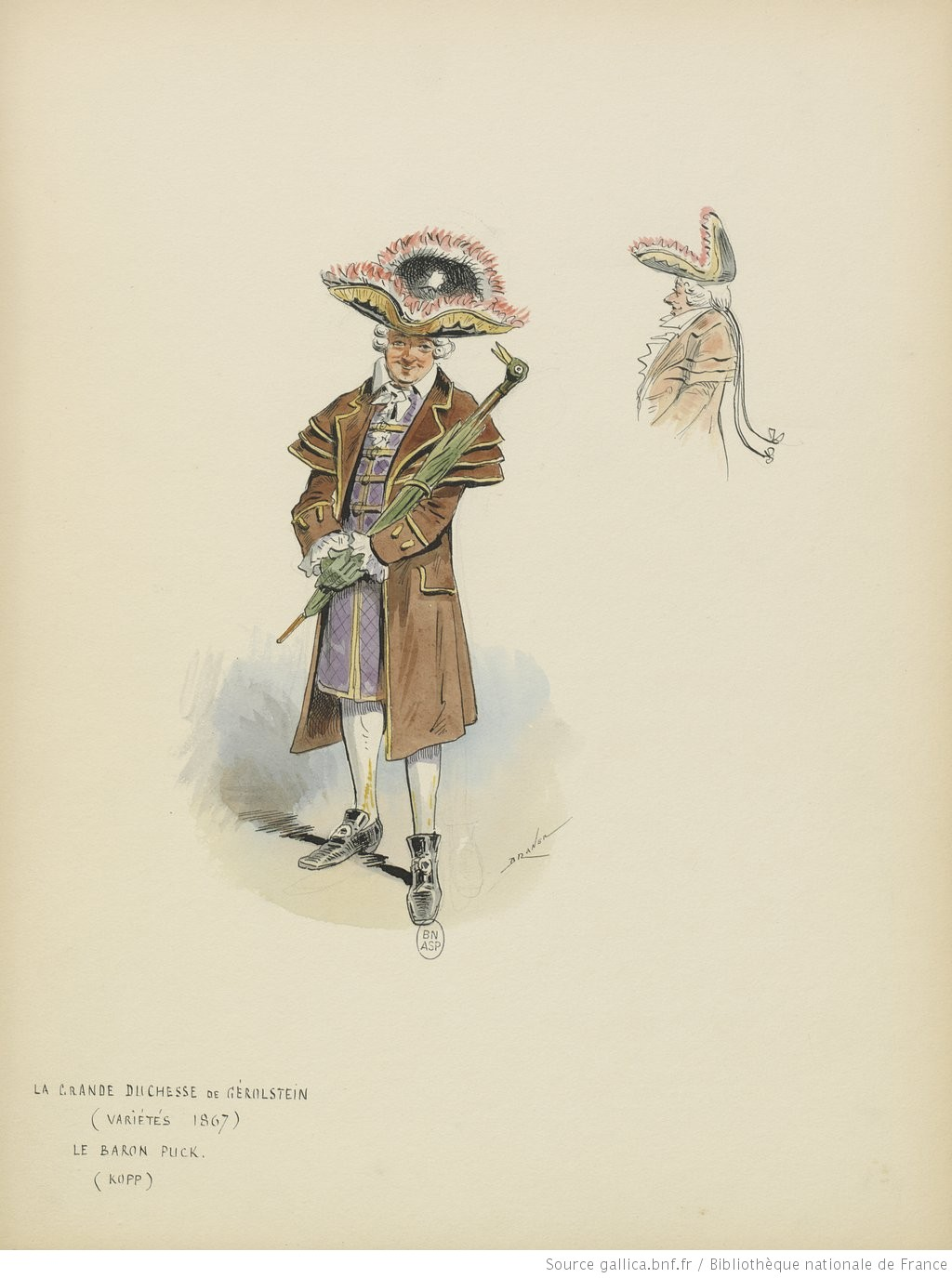
ピュック男爵

## 楽器編成
- 木管楽器: フルート2（ピッコロ持ち替え）、オーボエ2、クラリネット2、ファゴット2
- 金管楽器: ホルン4、トランペット2、トロンボーン3、テューバ1
- その他: 弦楽五部、打楽器

## 演奏時間
全幕で約2時間。各幕では第1幕:約50分、第2幕: 約35分、第3幕: 約35分。

## あらすじ
物語の舞台：1720年代の架空のジェロルスタン国

### 序曲
「私の父の剣」の合唱、「言って下さい」、「酒飲みのバラード」などのテーマによって構成されている。それほど、シンフォニックな構造は有していない。

### 第1幕
「ジェロルスタン国の野営地」

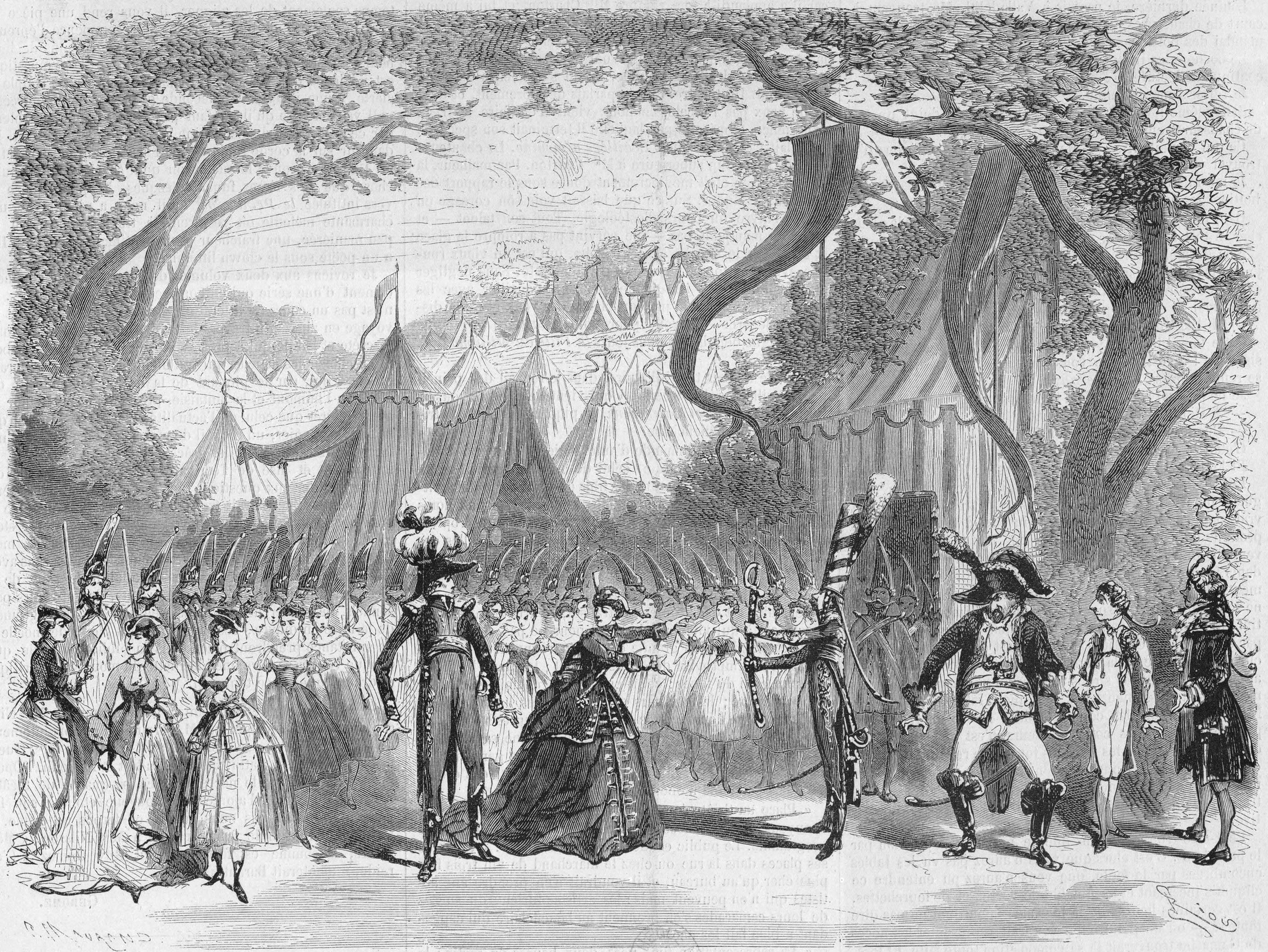
1867年の上演の際の1幕のイラスト

野営地では明日の出征を前に、兵士たちが酒を交わしながら村娘たちとの別れを惜しみつつも陽気に歌っている。志願兵のフリッツの許嫁であるヴァンダは、恋人の出征を一人悲しんでいる。そこへブン将軍がやって来る。ブン将軍は兵営に女がいると機嫌が悪くなるが、自画自賛しつつ「馬に乗って規律正しく」（À cheval sur la discipline）と歌い出すと兵士たちも「ブン将軍、万歳！」と応える。ブン将軍は呼びつけた兵士のフリッツに将軍が口説いていたヴァンダという娘は年老いた将軍よりも若い兵士の方を好んでいると言われてしまう。立場をわきまえない横柄なフリッツに腹を立てて、彼に野営地の歩哨に立つことを命じて、その場を去って行った。そこへヴァンダが現れ、命令で口を利こうとしないフリッツに歌いかけ、話ができないならキスなら良いでしょとキスをする。2人は「規則なんてどうでもいい、愛に従おう」と歌い出す。2人が立ち去ると首相を務めるピュック男爵が現れ、大公が退屈されていたので、気を紛らわせるために隣国に宣戦布告したのだと開戦理由を説明する。するとこの国の女大公殿下が閲兵にやってくる。彼女はロンド「ああ！私は軍人が大好き」 （Ah! Que j'aime les militaires）と歌うと、あっという間にハンサムな下級兵士フリッツを見つけ出して一目惚れする。
そしてフリッツに私と一緒に歌おうと言うと、ブン将軍が一兵卒と歌うなんて言語道断と横槍を入れると彼女はフリッツを一気に大尉にまで昇格させてしまう（このような振る舞いはロシアの女帝エカチェリーナ2世がモデルとなっている）。そして、連隊の歌「名高き女大公の連隊」（C’est un fameux régiment）を上機嫌で2人で歌うと、全員の合唱となる。フリッツが大尉の制服に着替えに退場すると、入れ替わりに女大公殿下の婚約者であるポール殿下が結婚式の礼装姿で現れる。ポール殿下は新聞を取り出して「ポール殿下はある王女との結婚のために出発した」と書いてあると「オランダ新聞のアリア」を歌う。しかし、彼は女大公殿下に何度も結婚式を延期されているので、これでは世間の笑い者だと嘆いて、結婚を催促する。女大公は新聞に書いてあるのなら、その通りでしょうと言うだけで、そっけない反応しか示さない。先ほど大尉に昇格したばかりのフリッツが大尉の服装に着替えて戻ると、作戦会議が始まる。ブン将軍が作戦を説明するとフリッツはこれに異論を唱え反対する。ブン将軍は怒って、「司令官でも貴族でもない者が発言することは許さない」と怒鳴る。すると女大公殿下はこともあろうか、フリッツをブン将軍より上の総司令官に任命し、男爵の称号も与えてしまう。そして、全軍を呼び寄せ、新たな総司令官を紹介する。立場を失ったブン将軍、ピュック男爵、ポール殿下の3人は密かにフリッツへの復讐心が芽生えるのだった。女大公殿下は｢私の父の剣」を歌いつつフリッツに大公家伝来のサーベルを授けると、フリッツ以下の全軍は意気揚々と出征して行くのだった。

### 第2幕
「宮廷の広間」

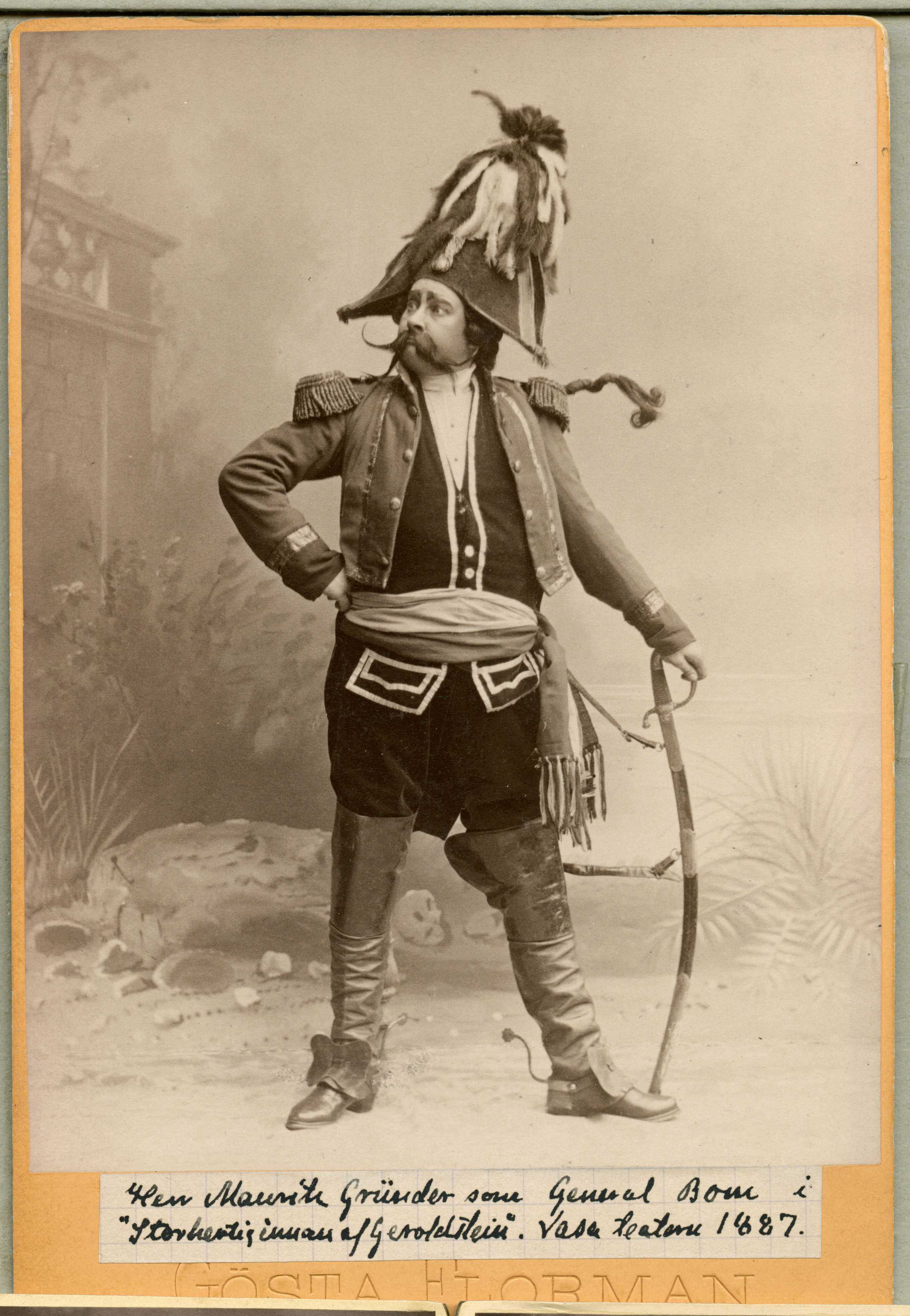
ブン将軍を演じるモーリッツ・グリュンダー

宮廷の女官たちが座って仕事をしているが、戦地から次々に届く手紙を読んで各々の恋人に想いを馳せている。女大公殿下もフリッツが戦に勝利したという知らせを受け、彼の帰還を心待ちにしている。すっかり立場をなくしたブン将軍と女大公殿下の婚約者であるポール殿下は苦虫を噛み潰したような表情になってしまう。ここに副官のネポミュックが入って来てフリッツ将軍を迎えて対祝宴が開かれることが伝えられる。皆が「勝利を祝おう」と応える。女大公が女官たちを伴って現れる。女大公はフリッツを愛しているが、立場上それを表面に表すことは出来ない。帰還したフリッツから戦地での経緯を「敵に30万本の酒を盗ませ、それを飲んだ敵は酩酊し戦意を失い、味方は一兵も失わず、12万の敵に対し僅か4日間で勝利した」（戦況報告の歌）と報告する。これを聞いた後、女大公殿下は大いに喜ぶと皆に退席するように命じると、フリッツに自分の想いを伝えようと「この宮廷にはあなたを愛する女性がいるのよ」と言う。しかし彼女のという宮廷風の婉曲な表現「彼に言って下さい」（Dites-lui）は、教養の無い粗野なフリッツには彼女の意図を的確に酌みとることができない。結局フリッツにはヴァンダがいるので、女大公にはいい加減な返事でごまかしてしまう。そして女大公のアプローチが全く功を奏さないまま、彼女は警察長官にヴァンダという娘の公然破廉恥罪についてお話があるとのことで退室する。フリッツは宮廷の右翼棟に住むこと許され、そこへ向かって行った。すると、フリッツへの復讐を企むブン将軍とポール殿下、更にピュック男爵がやってくる。3人はフリッツのいる右翼棟に秘密通路と密会場所があることを知り、そこを何とか使えないかと知恵を絞っている。そこは何世代か前の妃殿下が、好意で出世させたマックス伯爵との情事に使っていたのだが、ある日その伊達男のマックス伯爵はそこで暗殺されたと話している。その時、3人の元に女大公が現れる。3人は悪巧みが聞かれてしまったようなので、恐れ戦くが、女大公は恩知らずのフリッツが村娘のヴァンダと結婚したいと言うので、許可してやった。今頃2人は教会で結婚式を挙げているだろうと言う。そして、なんと嫉妬に狂う女大公は自分もその陰謀に加わろうと言う。

### 第3幕

#### 第1場
「女大公殿下の宮廷」

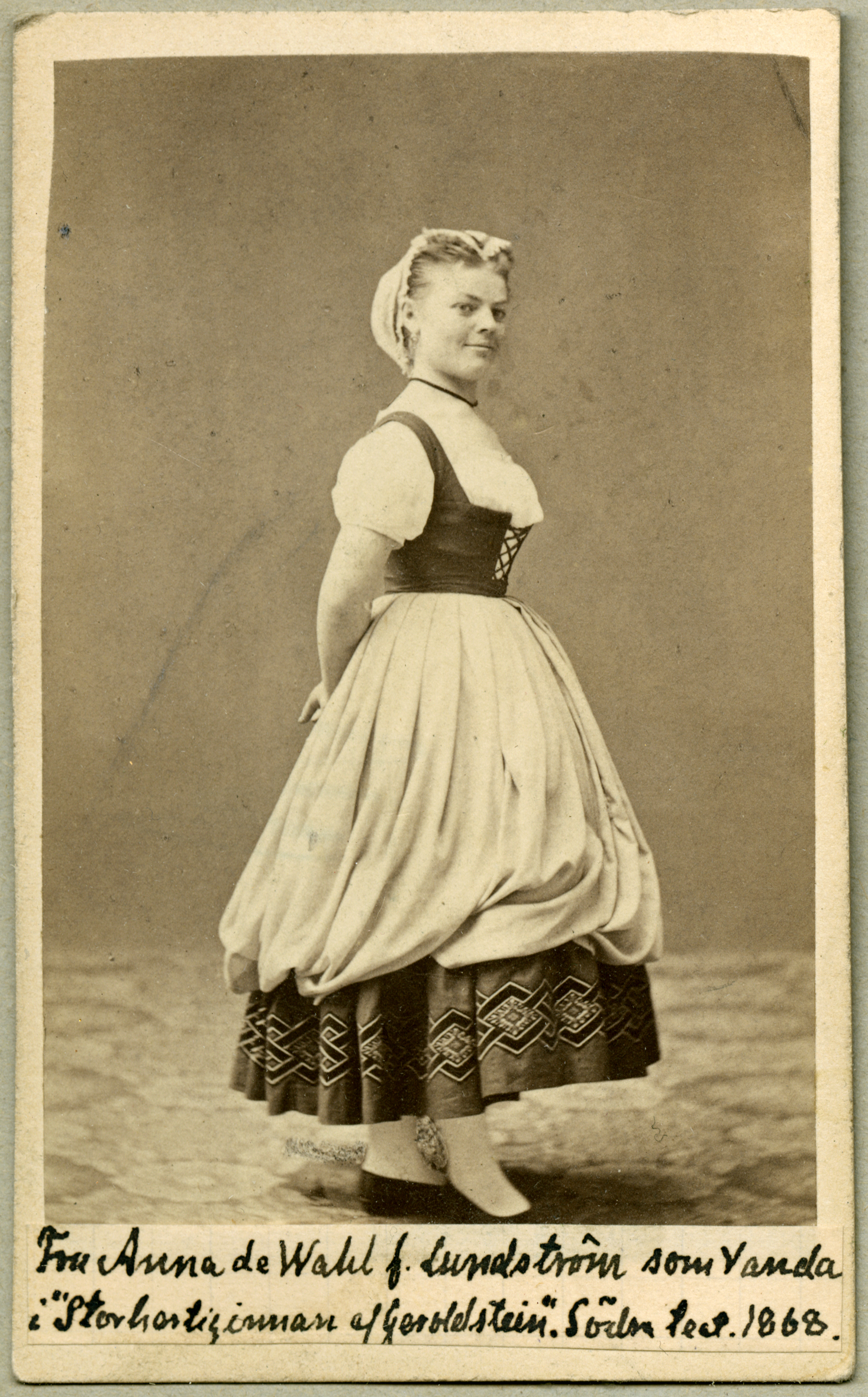
ヴァンダを演じるアンナ・デ・ウォール

ブン将軍がここで100年前にマックス伯爵が暗殺されたと女大公に話し、歴史は教訓になると歌う。そこにポール殿下とピュック男爵が現れる。女大公は彼らにフリッツに復讐することを許す。そこにポール殿下の宮廷のグロック男爵が新たに加わって来た。すると女大公は、男前のグロック男爵に瞬く間に一目惚れしてしまう。するとフリッツへの嫉妬はどうでもよくなり、復讐計画は行き過ぎにならない形で痛い目に遭わせるだけ十分ということになった。女大公殿下はグロック男爵にどんな犠牲を払ってでも彼を宮廷に引きとめたいと願い、宮廷に来るように言う。しかし、ポール殿下に忠義を誓うグロック男爵は、ポール殿下との結婚が決まらなければ宮廷は行けないと答える。やむなく女大公は、ついにポール殿下と結婚することを決めてしまう。フリッツとヴァンダは宮廷の廷臣たちと盛大な「お休み」の挨拶を交わし、皆は意味深な態度で引き下がり、漸く二人きりになる。だがそれもつかの間、鼓笛隊や軍楽隊に邪魔され、さらにブン将軍からの敵の再来襲という偽りの知らせで二人は引き離され、フリッツは出陣を余儀なくされる。彼は愛するヴァンダを残し戦場へ向かうのだった。　

#### 第2場
「ジェロルスタン国の野営地」
女大公殿下とポール殿下の結婚が祝われており、女大公殿下は「酒飲みのバラード」（Je vais boire avec vous!）を歌い、皆は盛り上がっている。ブン将軍が現れたので、女大公殿下は復讐することになっていたフリッツはどうしているのかと質問する。ブン将軍は自分の不倫相手から夫に浮気が疑われていて、夫が棒を持って仲間とあなたを待ち伏せしているから、今夜は来ないようにとの連絡があった。一計を案じたブン将軍はそこへフリッツを軍の演習だと嘘を言って代わりに行かせたから、間もなく戻る頃だと答える。そこへ、狙い通りブン将軍の罠に嵌り、袋叩きにあって、服がずたずたに敗れたフリッツが現れる。彼は将軍なんてもううんざりだと辞意を表明する。渡りに船と考えた女大公殿下は間髪を置かず了承し、彼を一兵卒に降格させ、さらには職を解き、読み書きもできないフリッツを村の教師に任命してしまう。そして、今度はグロック男爵を将軍に任命しようとしたところ、彼もまた妻子持ちであるという不都合な事実が判明してしまい、落胆する。怒った彼女は即座に男爵を故郷へ帰すよう指示する。打つ手の無くなった大公は手元に残されたポール殿下で諦めて、決着をつけざるをえなくなった。大公は「欲しいものが手に入らない時は手持ちのもので我慢しましょう、予想外でしたがこれは教訓です。そして、この喜劇はこれで終わり」と宣言する。最後はめでたしめでたしの大合唱で大団円となる。

## 主な全曲録音・録画
| 年   | 配役 女大公殿下 フリッツ ヴァンダ ポール殿下 ブン将軍                                                                  | 指揮者 管弦楽団 合唱団                                                                                                   | レーベル                                                                   |
| ---- | --- | --- | -------------------------------------------------------------------------- |
| 1958 | エウゲニア・ザレスカ アンドレ・ドラン ジゼル・プレヴェ ジャン・モリアン ジャン・ライリー                               | ルネ・レイボヴィッツ パドルー管弦楽団 フランス放送リリック合唱団                                                         | CD: URANIA ASIN: B000174LM0                                                |
| 1976 | レジーヌ・クレスパン アラン・ヴァンゾ マディ・メスプレ シャルル・ビュルル ロベール・マッサール                         | ミシェル・プラッソン トゥールーズ・キャピトル国立管弦楽団 トゥールーズ・キャピトル劇場合唱団                             | CD: Sony ASIN: B00002DGQG                                                  |
| 1984 | エンリケタ・タレス アドルフ・ダッラポッツァ サスキア・グリットセン ヨゼフ・プロチュカ アレクサンダー・マルタ           | ピンカス・スタインバーグ ケルンWDR交響楽団 ケルン放送合唱団                                                              | CD: EMI ASIN: B000026APR ドイツ語歌唱                                      |
| 1996 | ルチア・ヴァレンティーニ＝テッラーニ カルロ・アレマーノ カルラ・ディ・チェンソ リシャール・プラザ エティエンヌ・リゴー | エマニュエル・ヴィヨーム イタリア国際管弦楽団 ブラチスラヴァ室内合唱団                                                   | CD: Dynamic ASIN: B00007GXNV                                               |
| 2004 | フェリシティ・ロット ヤン・ブロン サンドリーヌ・ピオー エリック・ウシェ フランソワ・ル・ルー                           | マルク・ミンコフスキ グルノーブル・ルーヴル宮音楽隊 ルーヴル宮音楽隊合唱団 演出: ロラン・ペリー パリ・シャトレ座(ライブ) | DVD: Virgin Classics ASIN: B000BU991K CD: Virgin Classics ASIN: B000AMUUAS |